# Rogier Hofman
Rogier Hofman, född den 5 september 1986 i Vught, Nederländerna, är en nederländsk landhockeyspelare.
Han tog OS-silver i herrarnas landhockeyturnering i samband med de olympiska landhockeytävlingarna 2012 i London.
Vid de olympiska landhockeytävlingarna 2016 i Rio de Janeiro kom Hofman på en fjärde plats efter förlust mot Tyskland i bronsmatchen.